# نادژدا نوگینسک
نادژدا نوگینسک یک تیم فوتبال زنان می‌باشد که در روسیه، در شهر نوگینسک در سال ۲۰۰۱ تأسیس شد.
این تیم به مدت هفت سال با تیم‌های دیگر به رقابت می‌پرداخت تا اینکه پس از پایان فصل در سال ۲۰۰۸ منحل شد. تیم نادژدا در سال‌های ۲۰۰۵، ۲۰۰۶ و ۲۰۰۷ موفق به کسب رتبه سوم در لیگ شد و دو بار به نیمه نهایی جام حذفی زنان روسیه رسید.